# Liste der Monuments historiques in Nieul-lès-Saintes
Die Liste der Monuments historiques in Nieul-lès-Saintes führt die Monuments historiques in der französischen Gemeinde Nieul-lès-Saintes auf.

## Liste der Bauwerke
| Bezeichnung      | Beschreibung              | Standort | Kennzeichnung | Schutzstatus | Datum | Bild           |
| ---------------- | ------------------------- | -------- | ------------- | ------------ | ----- | -------------- |
| Burg             | Erbaut im 14. Jahrhundert | (Lage)   | PA00104826    | Inscrit      | 1988  | weitere Bilder |
| Kirche St-Martin | Erbaut im 12. Jahrhundert | (Lage)   | PA00104827    | Classé       | 1907  | weitere Bilder |

## Liste der Objekte

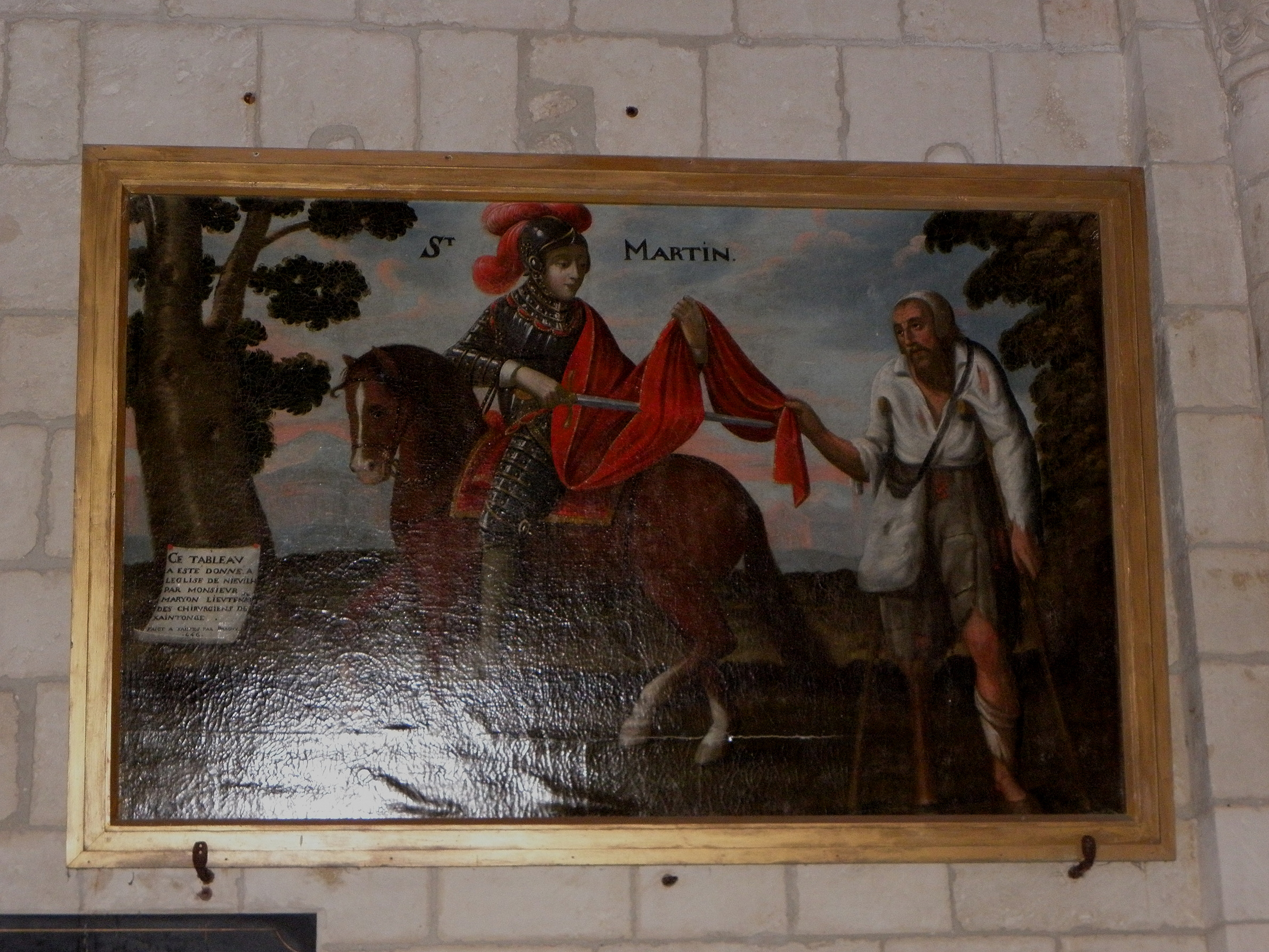
Ölgemälde in der Kirche St-Martin: Der heilige Martin teilt seinen Mantel mit einem Bettler

- Monuments historiques (Objekte) in Nieul-lès-Saintes in der Base Palissy des französischen Kultusministeriums